# Бабаев, Холик
Холик Бабаев (тадж. Холиқ Бобоев; 1876, с. Дарай Хабаши, Туркестанский край, Российская империя (ныне Муминабадский район, Хатлонской области Республики Таджикистан) — 1909, там же) — актёр таджикского народного театра масхарабоз.

## Биография
Искусству учился у профессионального масхарабоза Наби Даштиджуми и прославился в возрасте 19-20 лет.
Исполнитель репертуара народных комиков и сказителей, площадный комедиант. С юношеских лет выступал на народных праздниках. Знал множество анекдотов, мифов, легенд, пословиц и народных сказок.
Творчество Х. Бабаев синкретично. Он был одновременно певцом, поэтом-импровизатором, танцором, музыкантом, острословом рассказчиком, исполнителем комических импровизированных сценок.
Среди популярных образов, созданных Х. Бабаевым — охотник в народной пьесе «Охота на медведя», ткач («Ткачество»), Гузихан («О соловьях»), раис в одноимённой народной пьесе.
Искусству Х. Бабаева были присущи жизнеутверждение острая сатиричность, яркая внешняя характерность.